# 'Ndrina Gallico
I Gallico sono una 'ndrina di Palmi attiva in estorsioni, traffico di droga e infiltrazione negli appalti dello Stato italiano.
Sono la famiglia più forte tra i comuni di Palmi, Barritteri, Melicuccà e Seminara.
Sono in alleanza con i Morgante, gli Sgrò e gli Sciglitano e agiscono anche nella città di Roma.

## Storia

### Anni '70
Negli anni Settanta i Gallico controllavano la zona nord di Palmi, mentre i Parrello-Condello la zona sud.
In quel periodo sono alleati con i Dinaro di Melicuccà, con i Pesce di Rosarno e gli Imerti-Condello-Fontana di Reggio Calabria.
Nel maggio del 1977 scoppia una faida tra i Gallico-Morgante-Sgrò-Sciglitano e tra i Parrello-Condello a cui si aggiungono anche i Bruzzise, anch'essi di Palmi ma che controllavano la zona "Montagna delle nevi".
Per la prima fazione erano presenti anche i Frisina, i Mazzullo, i Gramuglia e i Costantino, mentre per la seconda: gli Iemma, i Merlino, i Gullo, i Papaianni e alcuni esponenti dei Porpiglia, Celi, Anastasio, Crucitti, Zirino, Riotto, Cristofaro e Fameli.
La faida si concluderà solo nel 1990 con l'arresto di esponenti dei Gallico.

### Anni '90
Nel 1994 Teresa Concetta Managò (moglie di Franco Condello) diventa la prima donna pentita di 'Ndrangheta in un processo contro 50 esponenti della cosca Gallico.
Nel 1998 nell'operazione Taureana sono stati scoperti contatti con le cosche siciliane di Marsala per un traffico di marijuana e indipendentemente rifornivano anche la zona di Nettuno (Roma) nel Lazio.

### Anni 2000
Questi ultimi anni, grazie all'operazione Cosa mia del 2010 fanno emergere una nuova esplosione della faida tra i Gallico e i Bruzzise.
- 2002 - operazione Tallone d'Achille coordinata dalla DDA di Reggio Calabria contro le cosche Bellocco, Piromalli, Gallico accusate di associazione mafiosa, estorsione, armi. Le indagini hanno preso il via dopo le dichiarazioni dell'imprenditore Gaetano Saffioti.
- Il 24 marzo 2008 viene arrestato a Platì Rocco Gallico, latitante dal 2002[10].
- L'8 giugno 2010 si conclude l'operazione Cosa mia con l'arresto di 46 persone e altre 6 con mandato di cattura già in carcere. Sono accusati di estorsione, associazione mafiosa e di infiltrazione negli appalti legati all'ammodernamento del V macrolotto dell'autostrada A3, pretendevano una tangente del 3% alle ditte appaltatrici e il rifornimento di calcestruzzo da aziende vicini agli ambienti mafiosi. Le 'ndrine coinvolte sono quelle dei Gallico-Morgante-Sgrò-Sciglitano e Bruzzise-Parrello[11][12][13].

### Oggi
- Il 23 dicembre 2011 viene arrestato a Barcellona dai Mossos d'Esquadra e dalla Squadra Mobile di Reggio Calabria il boss Carmelo Gallico detto U Picu, è accusato d'associazione mafiosa[14][15].
- Il 30 gennaio 2013, Roma: tre arresti, sei indagati e sequestro preventivo di beni per 20 milioni di euro. “Gli arrestati, erano riusciti a concludere – investendo ingenti capitali per conto della cosca – una serie di importanti operazioni immobiliari e societarie soprattutto nel settore della ristorazione, impadronendosi di bar e ristoranti ubicati in zone di pregio della capitale”[16].
- Il 12 novembre 2013 la DIA di Roma e Reggio Calabria sequestrano beni del valore di 150 milioni, tra cui un hotel a Palmi e uno in un quartiere turistico di Roma agli imprenditori Giuseppe e Pasquale Mattiani che sarebbero legati ai Gallico[17].
- Il 14 novembre 2013, dopo 4 anni si conclude l'operazione Vento del Nord contro presunti esponenti dei Gallico di Palmi accusati a vario titolo di associazione mafiosa e estorsione aggravata[18].
- Il 23 luglio 2014 la DDA richiede 14 ordinanze di custodia cautelare contro presunti esponenti della cosca Gallico accusati di associazione mafiosa e riciclaggio e intestazione fittizia di beni[19].
- Il 13 febbraio 2018 viene arrestato a Monaco di Baviera il presunto affiliato ai Gallico Vincenzo Militano e ricercato dall'ottobre 2017 per tentata estorsione[20].
- Il 2 marzo 2018 viene arrestato a Saarbrücken, in Germania Emanuele Cosentino, latitante dal 2013 e condannato per associazione mafiosa ed estorsione a 7 anni di carcere[21].
- Il 21 marzo 2018 vengono effettuati 19 arresti a Roma di presunti elementi appartenenti al clan Licciardi della Camorra e ai Filippone e Gallico accusati di traffico di droga[2][3].
- Il 21 ottobre 2018 viene arrestato a Roma Filippo Morgante accusato di associazione mafiosa, traffico di droga e detenzione illegale di armi, latitante a seguito del processo scaturito dall'indagine Cosa mia. Era de facto il reggente della cosca[9][22][23].
- 15 settembre 2020: l'operazione Ponente Forever condotta dal ROS dei Carabinieri di Imperia e dalla Gendarmerie Nationale di Marsiglia porta in Italia a 13 ordinanze di custodia cautelare che rivela un traffico di stupefacenti. Tra gli arrestati Carmelo Sgrò di Sanremo e forse collegato alla cosca Gallico che avrebbe aiutato la latitanza di un altro affiliato Filippo Morgante, nascosto in un'abitazione in Francia e ad Arma di Taggia. Quest'ultimo avrebbe partecipato a diverse riunioni a Borghetto Santo Spirito[24][25].

## Esponenti di rilievo
- Carmelo Gallico, detto U Picu, arrestato nel dicembre 2011.
- Giuseppe Gallico[26], fratello di Rocco e Domenico, condannato all'ergastolo[10].
- Domenico Gallico, fratello di Rocco e Giuseppe[26], condannato all'ergastolo[10].
- Rocco Gallico, fratello di Domenico e Giuseppe, arrestato nel 2008[10].
- Filippo Morgante, arrestato nel 2018.